# Coalició Internacional Contra Estat Islàmic
La Coalició Internacional Contra Estat Islàmic o Combined Joint Task Force – Operation Inherent Resolve (CJTF–OIR) és una coalició militar establerta en el marc de la lluita contra l'autoanomenat Estat Islàmic, dirigida pel Comandament Central dels Estats Units que coordina l'Aliança militar contra aquest grup. Format per militars nord-americans principalment, també hi participen més de 30 països d'arreu del món. L'objectiu de la Coalició és, textualment, "derrotar el Daeix". La seva creació va ser anunciada el desembre del 2014, remarcant la necessitat de coordinar les operacions militars per aturar el ràpid avanç del grup a l'Iraq i Síria. Les operacions són anomenades "Resolució inherent" pel Departament de Defensa dels Estats Units. El comandant de la Coalició actual va expressar la intenció d'acabar amb la presencia de Daeix a les principals ciutats de Síria pel final de la seva rotació com comandante.

## Estructura

Països que participen de les operacions

El comandant de la coalició és el Tinent General nord-americà Stephen J. Townsend qui dirigeix les CJTF-OIR. Townsend té dos sub comandants, un oficial de l'exèrcit britànic, el general de Rupert Jones, que està servint al CJTF-OIR en les tasques d'estratègia i manteniment, i l'oficial de la Força Aèria Nord-americana, el general Scott A. Kindsvater, que dirigeix les tasques d'operacions i inteligencia. La seu del CJTF-OIR es troba en Camp Arifjan a Kuwait, on hi treballen al voltant de 500 persones de 15 nacionalitats diferents que participen en la coordinació de les operacions a l'Iraq.
Com a part de la CJTF-OIR, els països que han dut a terme atacs aeris a l'Iraq inclouen els Estats Units, Austràlia, Canadà, Dinamarca, França, Jordània, els Països Baixos i el Regne Unit. Per altra banda, entre els que han realitzat atacs aeris a Síria s'inclouen els Estats Units, Austràlia, Bahrain, Canadà, França, els Països Baixos, Jordània, Aràbia Saudita, Turquia, els Emirats Àrabs Units i el Regne Unit.
Els països que han anunciat la seva participació en el programa que entrena a les forces iraquianes són Austràlia, Canadà, Dinamarca, França, Alemanya, Itàlia, Països Baixos, Nova Zelanda, Noruega, Eslovènia, Espanya, el Regne Unit i els Estats Units. Com a resultat del del programa, anomenat BPC, prop de 6.500 soldats iraquians han completat la formació, amb aproximadament 4.500 entrenaments.
A partir de l'agost de l'any 2015 avions de la coalició, segons els informes, havien realitzat un total de 45.259 vols de combat en els 12 mesos anteriors (entre agost de 2014 i 2015), amb les Forces Aèries dels EUA realitzant la majoria de maniobres, un 67 %, i més de 5.600 bombardejos. Mentrestant, el rotatiu The Guardian va informar que un equip de periodistes independents va publicar els detalls d'uns 52 atacs aeris que havien assassinat més de 450 civils, entre ells unes 100 criatures. La coalició liderada pels Estats Units només ha reconegut, però, dues morts de "no combatents".
A l'octubre de 2015, Tunísia va anunciar que s'uniria a les CJTF-OIR.